# Lista över Belizes premiärministrar

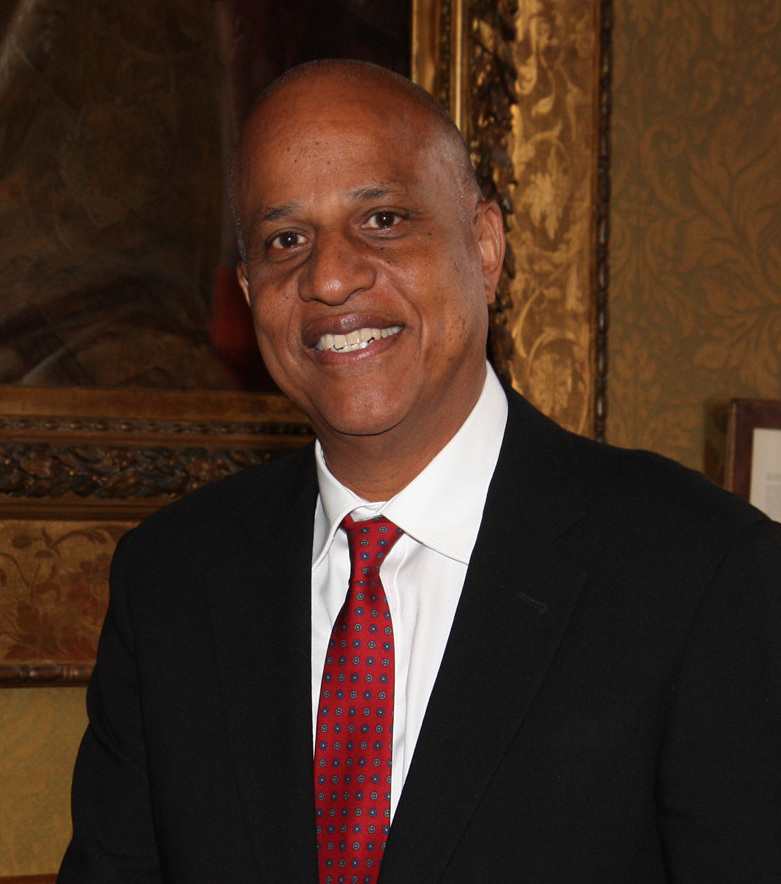
Dean Barrow är Belizes premiärminister sedan 8 februari 2008.

Detta är en lista över Belizes premiärministrar
(Datum i kursivt indikerar de facto fortsatt styre)
| I tjänst                                | Person                              | Anknytning                          | Noter                               |
| --------------------------------------- | ----------------------------------- | ----------------------------------- | ----------------------------------- |
| Brittiska Honduras                      | Brittisk kronkoloni                 | Brittisk kronkoloni                 | Brittisk kronkoloni                 |
| 7 april 1961 till 1 januari 1964        | George Cadle Price, Förstaminister  | PUP                                 |                                     |
| Brittiska Honduras                      | Självstyrande brittisk kronkoloni   | Självstyrande brittisk kronkoloni   | Självstyrande brittisk kronkoloni   |
| 1 januari 1964 till 1 juni 1973         | George Cadle Price, Premier         | PUP                                 | 1:a gången                          |
| Belize                                  | Självstyrande brittisk kronkoloni   | Självstyrande brittisk kronkoloni   | Självstyrande brittisk kronkoloni   |
| 1 juni 1973 till 12 september 1981      | George Cadle Price, Premier         | PUP                                 | (fortsatt)                          |
| Belize                                  | Självständighet från Storbritannien | Självständighet från Storbritannien | Självständighet från Storbritannien |
| 21 september 1981 till 17 december 1984 | George Cadle Price, Premiärminister | PUP                                 | (fortsatt)                          |
| 17 december 1984 till 7 september 1989  | Manuel Esquivel, Premiärminister    | UDP                                 | 1:a gången                          |
| 7 september 1989 till 3 juli 1993       | George Cadle Price, Premiärminister | PUP                                 | 2:a gången                          |
| 3 juli 1993 till 28 augusti 1998        | Manuel Esquivel, Premiärminister    | UDP                                 | 2:a gången                          |
| 28 augusti 1998 till 8 februari 2008    | Said Musa, Premiärminister          | PUP                                 |                                     |
| 8 februari 2008 till idag               | Dean Barrow, Premiärminister        | UDP                                 |                                     |

## Politiska anknytningar
- PUP - People's United Party
- UDP - United Democratic Party